# 作事奉行
作事奉行（さくじぶぎょう）とは、江戸時代に江戸幕府や諸藩に置かれた役職の1つで作事（建物の建築や修理）を司る。

## 概要
古くは織田信長が安土時代に諸種の奉行を置いた中の14ある一つに「作事奉行」があり（後述書 pp.11 - 13）、徳川幕府以前からある役職であったが、信長の奉行職はほとんど臨時職であり、常時職ではなかった。
豊臣秀吉の没後と江戸幕府創立の間の慶長6年（1601年）には、小堀正次が伏見城の作事奉行に就いている。城以外の事例としては、天正14年（1586年）に方広寺大仏殿（京の大仏）の作事奉行として片桐且元が任じられているが、後述するように江戸期になると宮大工は寺社奉行の管轄に分割される。
江戸幕府の作事奉行は、大工頭を初め棟梁格を士分として処遇することにより、建設技術者集団を統率し、江戸城の維持・補修に当たった（宮大工の方は寺社奉行の管轄に当たる）。

## 江戸幕府の作事奉行
普請奉行、小普請奉行とあわせ下三奉行（しもさんぶぎょう）と呼ばれた。
寛永9年（1632年）設置。老中の支配を受け、諸大夫役で役高は2000石。定員は2名。殿中席は芙蓉の間。幕府における造営修繕の管理を掌った。特に木工仕事が専門で、大工・細工・畳・植木などを統括した。寛文2年（1662年）からは1名が宗門改役を兼任した。
納戸口と中の口門の間の棟の一番端の目付部屋の隣に本部が置かれた。下役に京都大工頭、大工頭、作事下奉行、畳奉行、細工所頭、勘定役頭取、作事方被官、瓦奉行、植木奉行、作事方庭作などの役がある。
作事奉行を無事に務めあげた者は、大目付や町奉行、勘定奉行などに昇進した。

### 歴代
- 依田政次 - 享保10年（1725年）
- 織田信義 - 宝暦3年（1753年）
- 織田信節 - 文政2年（1819年）
- 大草高好 - 天保4年（1833年）
- 遠山景元 - 天保8年（1837年）
- 岩瀬忠震 - 文政5年（1858年）
- 佐々木顕発 - 文久2年（1862年）
- 浅野長祚 - 文久3年（1863年）

## 諸藩の作事奉行
諸藩でも作事奉行職を置く藩が存在した。ただし仙台藩において作事奉行を後年に廃止し、配下の作事方は出入司直轄とする(仙台藩の役職参照)など廃止された場合もある。